# Константин Аріон
Константин Аріон (рум. Constantin C. Arion; 18 червня 1855, Бухарест — 27 червня 1923, Бухарест) — румунський політик, міністр релігії і народної освіти протягом двох термінів, міністр сільського господарства, міністр внутрішніх справ. Його кар'єра досягла свого піку 1918, коли Аріон обіймав посаду міністра закордонних справ.

## Біографія

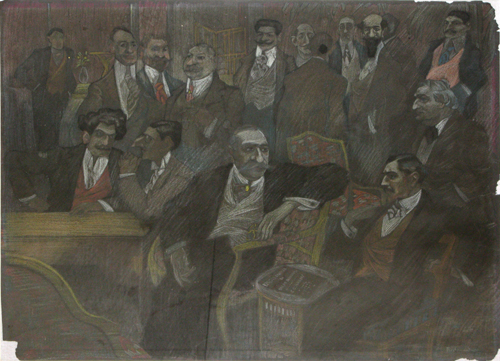
Аріон (в центрі) та румунські журналісти

Народився 18 червня 1855 в Бухаресті. Пішов по стопах свого батька, отримавши вищу освіту в галузі права в Університеті Парижа (Кандидат наук в 1876). Після повернення до Румунії, займав посаду секретаря в міністерстві закордонних справ, але в 1881 звільнився, щоб розпочати юридичну практику.
Працював в Бухарестському університеті, де читав лекції з права. 1913 став редактором наукового журналу «Revista Critica де Drept, Legislaţie şi Jurisprudenţă» («Критичний огляд права, законодавства і судової практики»).
Аріон також був меценатом і філантропом.